# Rak ziemniaka

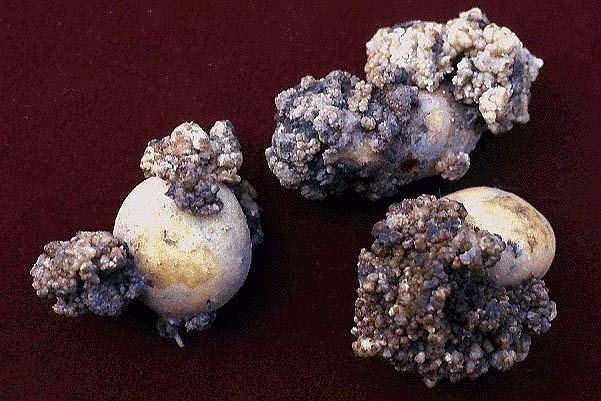
Rak ziemniaka na bulwach

Rak ziemniaka, rak ziemniaczany – grzybowa choroba ziemniaków wywoływana przez Synchytrium endobioticum, rodzaj raka roślin.

## Etiologia i objawy
Choroba występuje głównie na bulwach. W miejscach oczek tworzą się nieregularne narośla (jedna lub kilka) różnej wielkości, początkowo jasne, następnie ciemniejące, a pod wpływem światła zieleniejące. W skrajnych przypadkach cała bulwa może ulec przekształceniu w twór rakowy. Rzadziej objawy mogą pojawiać się także na stolonach, mają wówczas postać rakowatych narośli. Najrzadziej choroba dotyka pędy nadziemne, w praktyce jedynie dolne części łodyg oraz stykające się z glebą liście. Na łodygach wytwarzają się wówczas zielone, rakowate narośle, a chore liście ulegają silnemu zniekształceniu i zmieniają barwę na brunatną.

## Rozprzestrzenianie
S. endobioticum rozprzestrzenia się głównie z porażonymi ziemniakami lub sadzeniakami, a także z glebą przylegającą do bulw oraz wodą spływającą z zakażonych pól, obornikiem i kompostem. Jego zarodnie przetrwalnikowe mogą przetrwać w kompoście, do którego wyrzucono chore bulwy ziemniaka, bez uszkodzeń przechodzą przez przewód pokarmowy zwierząt, znoszą przebywanie w oborniku. W glebie mogą przetrwać nawet 20 lat i dłużej.

## Zwalczanie
Zalecane jest wykrywanie choroby w okresie zbiorów, możliwe jest także podczas przechowywania bulw.
Rak ziemniaka obniża plony tego warzywa, ponieważ powoduje gnicie bulw, które przez to nie nadają się do spożycia. Wywołujący chorobę grzyb może przetrwać w glebie kilkadziesiąt lat od zaprzestania uprawy ziemniaków. Jednocześnie nie istnieją skuteczne metody agrotechniczne ani chemiczne zwalczania raka ziemniaka. Jedynym sposobem ochrony upraw jest stosowanie odmian ziemniaka odpornych na chorobę, jednakże S. endobioticum ma zdolność wytwarzania nowych odmian, które są w stanie atakować nowe odmiany ziemniaka. 
Ze względu na swój charakter S. endobioticum objęty jest obowiązkiem zwalczania, co w Polsce reguluje Rozporządzenie Ministra Rolnictwa i Rozwoju wsi z dnia 5 sierpnia 2004 r. w sprawie szczegółowych sposobów postępowania przy zwalczaniu i zapobieganiu rozprzestrzeniania się grzyba Synchytrium endobioticum. Obrót i uprawa ziemniaków jest objęta kontrolą Państwowej Inspekcji Ochrony Roślin i Nasiennictwa, która bada pola uprawne pod kątem obecności patogenu. O każdym podejrzeniu wystąpienia choroby należy powiadomić właściwy miejscowo oddział PIORiN lub właściwego terytorialnie wójta, burmistrza lub prezydenta miasta.
Ważną rolę w zwalczaniu tej choroby  odgrywa weryfikacja odmian. Niektóre odmiany uznawane za odporne w rzeczywistości nimi nie są. Patogen rozwija się w nich nie powodując żadnych objawów, jednak jest to zjawisko niepożądane, gdyż odmiany te stają się dla patogenu rezerwuarem, w którym stale odnawia się jego populacja. Takie odmiany również są usuwane z produkcji.
W niektórych regionach Europy Zachodniej, gdzie nie występuje rak ziemniaka, nadal uprawiane są odmiany na niego nieodporne. Przyczyną tego jest ich szczególna przydatność do produkcji frytek i czipsów. Mimo zakazu niektóre firmy sprowadzają te odmiany do Polski.
Porażone przez raka bulwy należy zniszczyć, najlepiej spalić. Nie wolno nimi karmić zwierząt ani przeznaczać ich na kompost.